# Историческая мельница Сан-Суси
Историческая мельница Сан-Суси (нем. Historische Mühle von Sanssouci) рядом с летней резиденцией прусского короля Фридриха II в Потсдаме именуется исторической, хотя построена значительно позже[что?].

## История
При Фридрихе Вильгельме I, отце Фридриха Великого, в Потсдаме обосновались голландцы-эмигранты, закрепив за собой целый квартал. Первую ветряную мельницу козлового типа на этом месте построил голландец в 1739 году. Когда началось строительство дворца Сан-Суси в 1745 году, мельник забеспокоился, что изменится поток ветра и мельница не будет работать. Позже эта история обросла легендами.
Полвека спустя в 1787—1791 годах на месте обветшавшей мельницы строитель Корнелиус Вильгельм Ван дер Бош поставил новую. В 1840 году король Фридрих Вильгельм IV поручил ландшафтному архитектору Петеру Йозефу Ленне́ обустроить территорию вокруг мельницы. Революция 1848—1849 годов в Германии приостановила грандиозные планы благоустройства парка. Общественное посещение мельницы как исторического памятника (во многом благодаря легендарным историям) стало возможным с 1861 года.
В ходе боёв за Потсдам в апреле 1945 года здание дворца уцелело, но сгорела галерея с ветряной мельницей. Сгоревший от выстрела советского танка Швейцарский домик (нем. Schweizerhaus) рядом не восстановлен.
В начале 1980-х годов началось восстановление исторической мельницы Сан-Суси образца 1787—1791 годов. В 1993 году в честь 1000-летия Потсдама новый мельничный постав на мельнице вновь запустили. Под эгидой музея, начиная с весны 2003 года при сильном ветре возможно использовать мельницу по назначению.

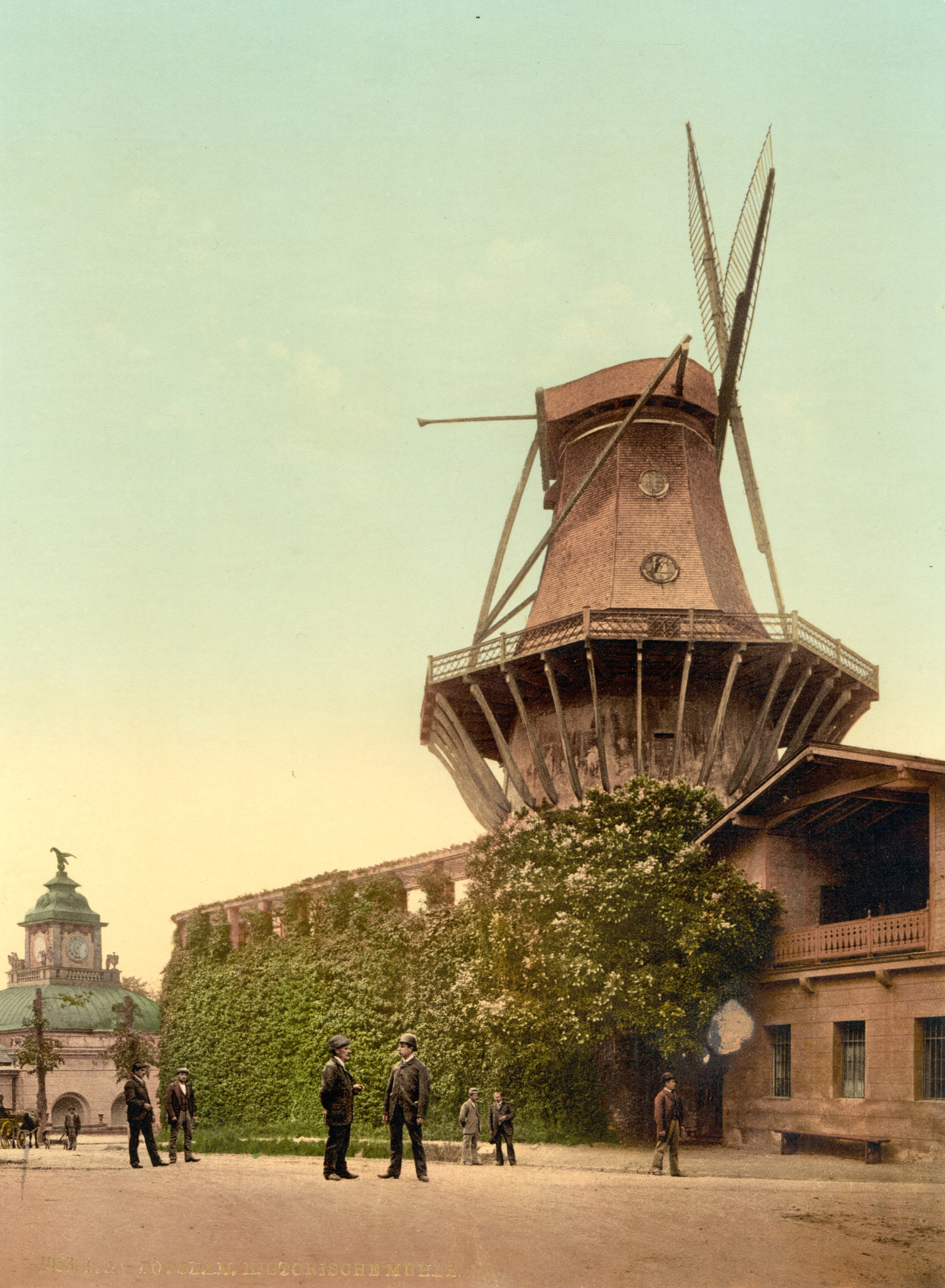
Мельница, ок. 1900 годы

## Легенда
Шум от работающих механизмов ветряка мешал королю, и он решил выкупить мельницу. Но мельник отказался, чтя её как отцовское наследство. Король пригрозил отнять мельницу в силу монаршей власти. Тогда мельник ответил, что воспринял бы угрозу всерьёз, если бы в Берлине не было королевского суда. Фридрих, который считал справедливое правосудие одной из основ своего государства, удовлетворился ответом мельника и переписал план строительства парка.

## Туристическое место
С 1995 года в здании мельницы работает музей, экспозиция которого посвящена её истории, роли ветряных мельниц в культурном ландшафте Германии и современном сельском хозяйстве. Сегодня на первом этаже ветряной мельницы расположена галерея современного искусства с временными экспозициями и сувенирный магазин. На втором этаже представлен исторический интерьер с информационным сопровождением, а с галереи открывается живописный вид на дворцово-парковый комплекс.

## В культуре
- Мельница Сан-Суси — немой исторический фильм 1926 года, основанный на легенде конфликта Фридриха II и мельника.
- Стихотворный рассказ Франсуа Андриё «Мельник из Сан-Суси» (фр. Le Meunier de Sans-Souci), вышедший в 1797 году. Его фраза «Есть ещё судьи в Берлине!» (фр. Il y a des juges a Berlin")[8] стала крылатой и приведена в авторитетном словаре Ларусса середины XIX века:

Выражение «есть судьи в Берлине» с тех пор используется для противопоставления права силе.
- Копия мельницы из Сан-Суси представлена в Международном музее ветряных и водяных мельниц в Гифхорне (Германия).